# Ark Royal (Schiff, 1955)
Die HMS Ark Royal (R09) war ein Flugzeugträger der Royal Navy. Der Träger, der nach der Eagle als zweites und letztes der ursprünglich auf vier Schiffe geplanten Audacious-Klasse fertiggestellt wurde, diente von 1955 bis 1978 in der britischen Marine.

## Technik
Die Ark Royal war bei ihrer Fertigstellung 245 Meter lang und 34,3 Meter breit, der Tiefgang betrug 7,7 Meter, die Verdrängung leer 33.000 tons, beladen 42.390 tons. Im Laufe der Einsatzzeit wurde der Rumpf und besonders das Flugdeck durch verschiedene Umbauten auf 257,5 Meter verlängert und auf 48,7 Meter verbreitert, die maximale Verdrängung stieg auf 53.340 tons.
Der Antrieb bestand aus vier Parsons-Getriebeturbinen, die ihre Kraft von insgesamt 152.000 PS an vier Wellen mit je einer Schraube abgaben. Die Turbinen erhielten ihren Dampf aus acht Admiralty-Dreitrommelkesseln. Die Höchstgeschwindigkeit lag bei 31,5 Knoten, die Reichweite betrug 6.000 Seemeilen mit 6.096 Tonnen gebunkertem Schweröl bei 24 Knoten Geschwindigkeit.
Die ursprüngliche Flugabwehrbewaffnung aus sechzehn 4,5-Zoll-Geschützen und zwanzig 40-mm-Bofors-Geschützen wurde im Laufe der Jahre reduziert, die schweren Geschütze wurden zugunsten leichter 20-mm-Maschinenkanonen ausgebaut. 1964 wurden alle Geschütze entfernt und die Vorbereitungen für die Installation von Sea-Cat-Luftabwehrraketen getroffen, diese wurden jedoch nie eingebaut.

## Geschichte

### Bau
Der Flugzeugträger wurde am 3. Mai 1943 bei Cammell Laird in Birkenhead als Irresistible auf Kiel gelegt. 1945 wurde er in Ark Royal umbenannt, mit dem Ende des Zweiten Weltkriegs wurden die Arbeiten zunächst eingestellt. Nach der Wiederaufnahme der Bauarbeiten lief das Schiff am 3. Mai 1950 vom Stapel, die Fertigstellung dauerte jedoch noch bis zum 25. Februar 1955, als die Ark Royal in Anwesenheit von Königin Elisabeth II. in Dienst gestellt wurde.

### Einsatz

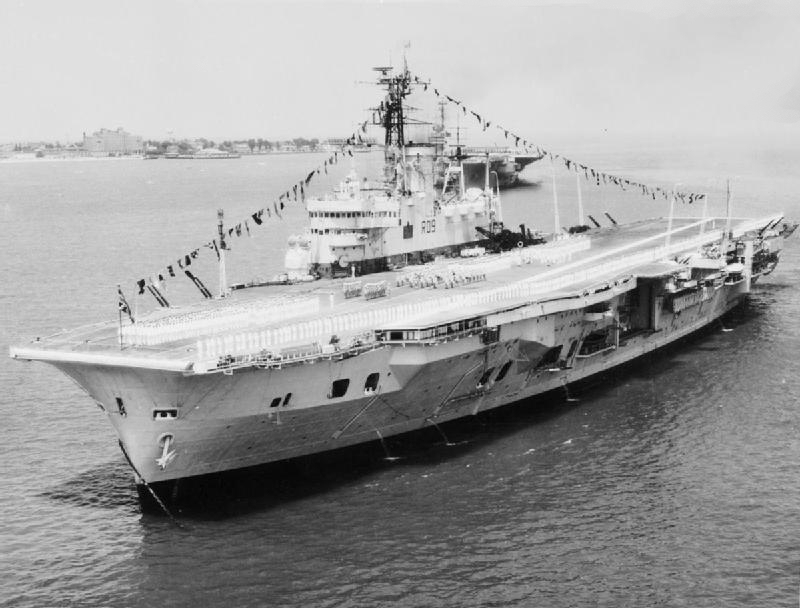
HMS Ark Royal (R09), 1957.

Schon 1956 stand die erste Überholung an, bei der die vorderen Geschütze entfernt wurden, da diese die Flugoperationen an Deck behinderten. Im November 1956 nahm die Ark Royal zusammen mit anderen Schiffen der Royal Navy am Fleet Review durch die Königin teil. 1957 operierte der Träger dann zumeist im Atlantik. 1959 wurden bei einem weiteren Werftaufenthalt die übrigen zwei vorderen Geschütze entfernt. 1962 wurde die Blackburn Buccaneer als Trägerflugzeug an Bord der Ark Royal eingeführt, 1963 folgten dann Tests mit der Hawker P.1127, aus der später der Harrier entwickelt wurde. Bei einem weiteren Werftaufenthalt 1964 wurden dann alle Geschütze entfernt und neue Radaranlagen an Bord eingebaut. Zwischen 1966 und 1970 wurde der Träger während eines langen Dockaufenthalts für den Einsatz der F-4 Phantom vorbereitet, die ab 1970 mit zwölf Maschinen das Rückgrat der Luftkampfgruppe bildete, zusammen mit den 14 Buccaneers, den fünf Gannets sowie acht U-Jagd- und Transporthubschraubern.
Am 9. November 1970 kam es während der Nachtübung Line Jug 70 mit einer NATO-Flotte im Mittelmeer westlich von Kreta zu einer Kollision mit dem Zerstörer Bravyi der Kotlin-Klasse der Sowjetischen Marine, der den Flugzeugträger beschattete. Bei der Kollision erlitt die Ark Royal nur leichte Schäden. Auf dem russischen Zerstörer wurden zwei Seeleute vermisst.

### Schicksal

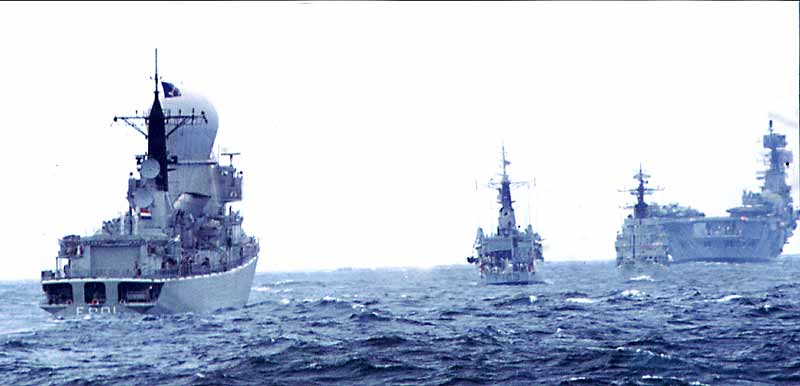
Die Ark Royal verlässt zusammen mit einer multinationalen Flotte New York

Ursprünglich war die Außerdienststellung des Trägers für 1972 vorgesehen, Verzögerungen beim geplanten Nachfolger machten es jedoch notwendig, die Ark Royal trotz ihres schlechten Zustands weiter im aktiven Dienst zu halten. Dies wurde unter anderem dadurch ermöglicht, dass Teile des bereits ausgemusterten Schwesterschiffs Eagle für dringend notwendige Reparaturen verwendet wurden. 1976 vertrat die Ark Royal das Vereinigte Königreich bei den Feierlichkeiten zum 200. Jahrestag der Unabhängigkeitserklärung der Vereinigten Staaten in New York City und Fort Lauderdale. Der Träger wurde am 4. Dezember 1978 in Devonport ausgemustert und im folgenden Jahr aus dem Schiffsregister gestrichen. Trotz Versuchen verschiedener Organisationen, die Ark Royal als Museumsschiff zu erhalten, wurde der Träger in Cairnryan (Stranraer) ab dem 22. September 1980 abgewrackt. Der Abbruch endete 1983.